# Oncoba spinosa
Oncoba spinosa là một loài thực vật có hoa trong họ Liễu. Loài này được Forssk. mô tả khoa học đầu tiên năm 1775.

## Hình ảnh

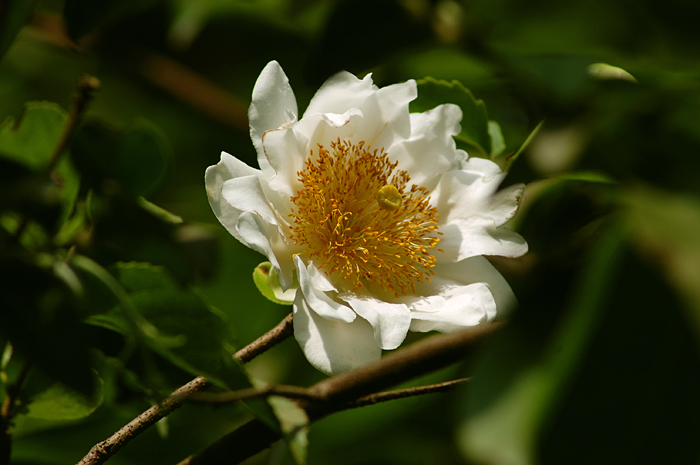
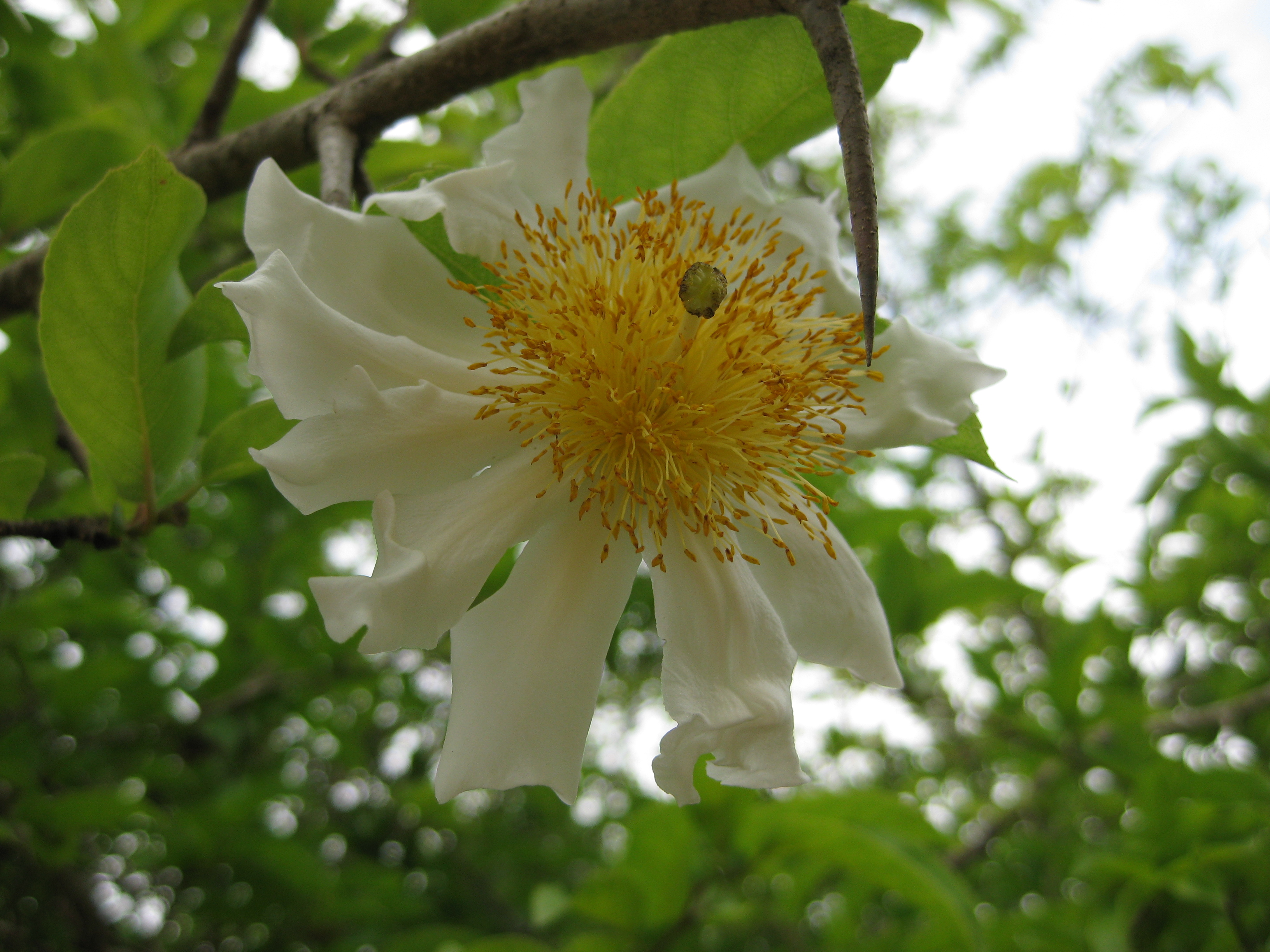